# 1997 год в театре
1997 год в театре

## Яркие постановки
20 февраля 1997 года в Большом театре России состоялась премьера оперы М. И. Глинки «Иван Сусанин» (восстановление постановки 1945 года).
Дирижёр-постановщик — Арий Пазовский,
Режиссёр-постановщик — Леонид Баратов,
Художник-постановщик — Пётр Вильямс,
Хореограф-постановщик — Ростислав Захаров,
Дирижёр-постановщик восстановления — Марк Эрмлер,
Новая сценическая редакция — Вадим Милков,
Художники по возобновлению сценографического оформления — Степан Чербаджи, Ольга Чербаджи,
Художники по возобновлению костюмов — Елена Меркулова, Татьяна Артамонова,
Художник по свету — Павел Волбенков,
Танцы возобновили Римма Карельская, Герман Ситников.
6 марта 1997 года в театре имени Ермоловой состоялась премьера спектакля Михаила Борисова «Вечер комедии» по рассказам Джордж Бернарда Шоу «Деревенское сватовство», Клода Фортюно «Учитесь водить автомобиль заочно», О'Генри «Гарлемская трагедия» и Эдуардо Де Филиппо «Риск».
Режиссёр-постановщик — Михаил Борисов, помощники режиссёра — Тамара Пьявко, Татьяна Фокина, Юлия Холопцева, костюмер — Татьяна Найдёнова.
В ролях:
- Главный ведущий — Андрей Калашников, Андрей Юшин (замена),
- Деревенское сватовство: Он — Геннадий Галкин (1997—2005), Олег Филипчик (с 2005); Она — Анна Скварник, Мария Бортник (замена Анны Скварник),
- Учитесь водить автомобиль заочно: Учитель — Дмитрий Павленко; ученица — Ирина Бородулина,
- Гарлемская трагедия: Мистер Финк — Юрий Новиков, Андрей Калашников (замена); Миссис Финк — Галина Анисимова; Мистер Кесседи — Вячеслав Якушин; Миссис Кесседи — Екатерина Дементьева, Елена Калинина,
- Риск: Артуро — Вячеслав Молоков (1997—2010), Михаил Борисов (с 2010); Доротея — Светлана Головина; Микеле — Виктор Щербаков (1997—2006), Михаил Борисов (2006—2010), Олег Филипчик (с 2010)

24 мая 1997 года в Большом театре России состоялась премьера оперы Джузеппе Верди «Аида».
Режиссёр-постановщик — Иркин Габитов,
Художник-постановщик — Сергей Бархин,
Музыкальный руководитель и дирижёр — Петер Феранц.
14 июня 1997 года в Большом театре России состоялась премьера оперы П. И. Чайковского «Иоланта».
Дирижёр-постановщик — Павел Сорокин,
Режиссёр-постановщик — Георгий Ансимов,
Художник-постановщик — Сергей Бархин,
Художник по свету — Дамир Исмагилов.
11 ноября 1997 года в Большом театре России состоялась премьера оперы С. С. Прокофьева «Любовь к трём апельсинам».
Дирижёр-постановщик — Петер Феранец,
Режиссёр-постановщик — Питер Устинов,
Художник-постановщик — Олег Шейнцис,
Художник по свету — Дамир Исмагилов,
Хореограф-постановщик — Михаил Кисляров.
25 декабря 1997 года в Большом театре России состоялась премьера балета А. Адана «Жизель».
Постановка Владимира Васильева,
Художник — Сергей Бархин,
Художник по костюмам — Юбер де Живанши,
Дирижёр — Альгис Жюрайтис.

## Знаменательные события
Начал работу единственный в Коста-Рике русский зарубежный театр «Арт — Х» (с 2012 Балаган-арт).

## Персоналии

### Скончались
- 10 января — Галина Михайловна Соколова, советская, российская актриса и поэтесса, заслуженная артистка России.
- 9 июня — Евгений Лебедев, советский и российский актёр театра и кино, народный артист СССР, лауреат Сталинской премии, Государственной премии СССР, Ленинской премии.
- 13 июля — Александра Дионисиевна Данилова, русская балерина, балетный педагог.
- 25 июля — Борис Кузьмич Новиков, актёр театра и кино, заслуженный артист РСФСР.
- 23 августа — Елена Владимировна Майорова, советская и российская актриса театра и кино, заслуженная артистка РСФСР.
- 2 сентября — Борис Сергеевич Брунов, советский режиссёр и конферансье, народный артист РСФСР.
- 10 сентября — Ольгерт Дункерс, советский актёр, режиссёр театра и кино, сценарист.
- 15 ноября — Валентина Павловна Ковель, советская и российская актриса театра и кино, народная артистка СССР.
- 9 декабря — Тамара Левкиевна Жевержеева (Жева), американская актриса театра и кино, танцовщица и хореограф.
- 25 декабря — Джорджо Стрелер, итальянский театральный режиссёр.